# Barrio Banco Provincia
Barrio Banco Provincia é uma localidade do partido de Berisso, da Província de Buenos Aires, na Argentina. Possui uma população estimada em 1.187 habitantes (INDEC 2001).